# 齿镖水蚤属
齿镖水蚤属（学名：Dentodiaptomus）为镖水蚤科的一个属。

## 下属物种
本属包括以下物种：
- 爪哇齿镖水蚤 Dentodiaptomus javanus (Grochmalicki, 1915)